# Phaius takeoi
Phaius takeoi är en orkidéart som först beskrevs av Bunzo Hayata, och fick sitt nu gällande namn av Horng Jye Su. Phaius takeoi ingår i släktet Phaius och familjen orkidéer. Inga underarter finns listade i Catalogue of Life.